# Patek (singolo)
Patek è un singolo dei rapper statunitensi Future e Lil Uzi Vert, pubblicato il 31 luglio 2020 come secondo estratto dell'edizione deluxe del suo primo album in studio collaborativo, Pluto x Baby Pluto.

## Composizione
La canzone è stata pubblicata insieme a Over Your Head nel giorno del ventiseiesimo compleanno di Uzi.
Il titolo del brano è un riferimento a Patek Philippe, produttore svizzero di orologi di lusso, per il quale entrambi gli artisti hanno già espresso la loro simpatia in passato. Uzi infatti aveva pubblicato un singolo intitolato New Patek nel 2018 e Future aveva incluso un brano intitolato Patek Water nel mixtape Super Slimey (2017), realizzato in collaborazione con Young Thug.
La canzone è stata inizialmente presentata in anteprima attraverso una live-stream di DJ Akademiks due giorni prima della pubblicazione dei brani. Il titolo del brano è stato poi confermato poche ore prima dell'uscita in una promozione accidentale attraverso le piattaforme di streaming.